# Coupe de Grenade de football
La Coupe de la Grenade de football (Waggy T Super Knockout en anglais) est une compétition de football créée en 2009.

## Palmarès

### Par édition
- 2009 : Paradise Football Club International - Police SC
- 2010 : Eagles Super Strikers - Grenada Boys Secondary School
- 2011 : Hurricanes Sports Club (tab) Grenada Boys Secondary School
- 2012 : Paradise Football Club International 4-4 (tab 6-5) Hard Rock Football Club
- 2013 : Hard Rock Football Club 5-2 Hurricanes Sports Club
- 2014 : Hurricanes Sports Club 3-1 Grenada Boys Secondary School
- 2015 : Paradise Football Club International 1-0 Hurricanes Sports Club
- 2016 : Paradise Football Club International 4-1. Hard Rock Football Club
- 2017 : Hurricanes Sports Club 2-1 St. John's Sports
- 2018/2019 :

### Par club
| Club                                 | Nombre de titres | Années                 |
| ------------------------------------ | ---------------- | ---------------------- |
| Paradise Football Club International | 4                | 2009, 2012, 2015, 2016 |
| Hurricanes Sports Club               | 3                | 2011, 2014, 2017       |
| Hard Rock Football Club              | 1                | 2013                   |
| Eagles Super Strikers                | 1                | 2010                   |